# Sasebo

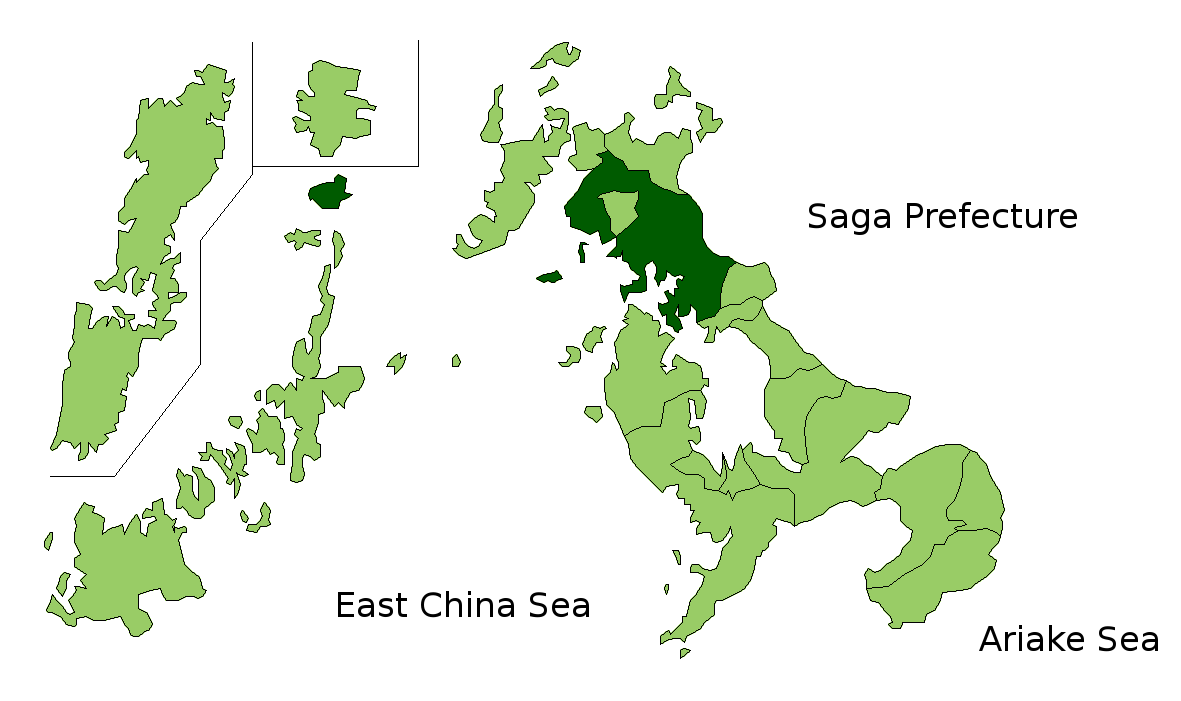
Sasebo dans la préfecture de Nagasaki.

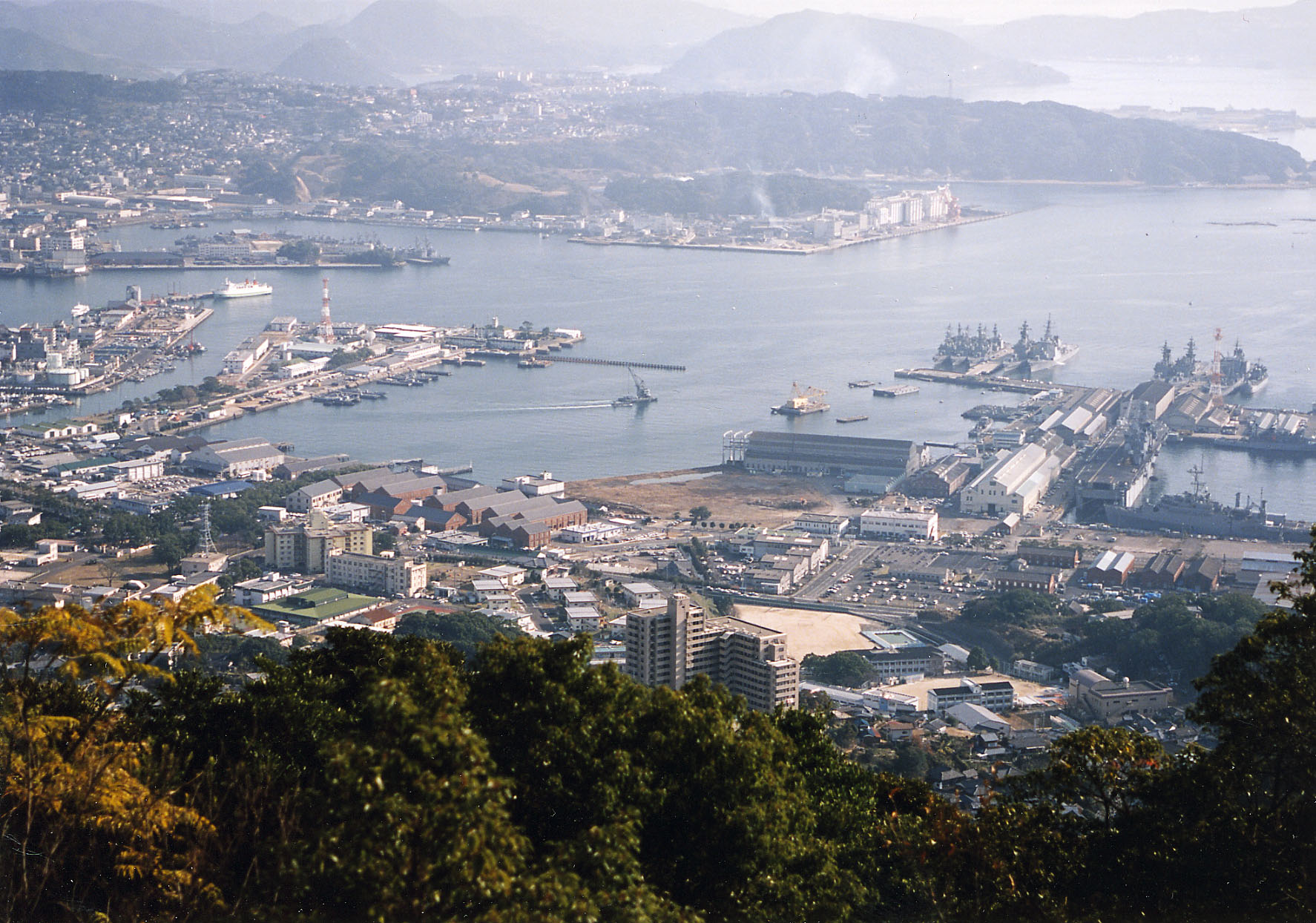
Port de Sasebo.

Sasebo (佐世保市, Sasebo-shi) est la deuxième plus grande ville de la préfecture de Nagasaki, dans l'ouest du Japon.

## Géographie

### Démographie
En 2010, la population de Sasebo était estimée à 260 954 habitants.

## Histoire
La ville de Sasebo a été fondée en 1902. L'emplacement est choisi par Louis-Émile Bertin (1840-1924), ingénieur du génie maritime français et conseiller de l'empereur Meiji pour faire un arsenal de réparation et de ravitaillement pour la Marine impériale japonaise. Celui-ci est utilisé depuis juin 1946 par les forces américaines sous le nom de United States Fleet Activities Sasebo (en).

## Transports
La ville est desservie par les lignes des compagnies JR Kyushu et Matsuura Railway. La gare de Sasebo est la principale gare de la ville.

## Culture locale et patrimoine
Sasebo abrite une base navale des États-Unis. La présence de l'armée américaine a introduit plusieurs éléments culturels, notamment culinaires, dans cette partie du Japon, comme le hip-hop et les hamburgers (ex. : les Sasebo-Burgers).
La ville accueille également un parc d'attractions : Huis ten Bosch, recréation d'une ville des Pays-Bas.

### Patrimoine naturel
- Parc national de Saikai
- Parc Kōzakihana

## Jumelages
- Albuquerque, Nouveau-Mexique depuis le 1er novembre 1966
- Port de San Diego, Californie depuis le 20 octobre 1982
- Xiamen, Chine depuis le 28 octobre 1983
- Coffs Harbour, Nouvelle-Galles du Sud depuis le 6 juin 1988
- Kokonoe, Préfecture d'Ōita depuis le 26 juillet 1991

## Personnalités natives de la ville
- Hisao Kimura (1922-1989), agent secret, tibétologue
- Ryū Murakami (1952-), écrivain et réalisateur